# Lijst van Franse kunstschilders
Dit is een lijst van Franse kunstschilders, alfabetisch gesorteerd en op de eeuw waarin de schilder het actiefst was.

## Alfabetisch

### A
- Mathuren Arthur Andrieu (1822?–1896)
- Edmond Aman-Jean (1858–1936)
- Eugène-Emmanuel Amaury-Duval (1808–1885)
- Paul Anastasiu (1971–?)
- Albert André (1869–1954)
- Charles Angrand (1854–1926)
- Alexandre Antigna (1817–1878)
- Arcabas (1926–2018)
- Jean Arp (1886–1966)
- Jacques Aved (1702–1766)

### B
- Balthus (1908–2001)
- François Baron-Renouard (1918–?)
- Jean Bardin (1732–1809)
- Antoine-Louis Barye
- Théodore Basset de Jolimont (1787–1854)
- Eugène Battaille (1817–?)
- Marcelle Bergerol (1900–1989)
- Antoine Berjon (1754–1843)
- Émile Bernard (1868–1941)
- Louis Béroud (1852–1930)
- Nicolas Bertin (1667/1668–1736)
- Jacques Blanchard
- Pierre Bonnard
- Eugène Boudin (1824–1898)
- William Bouguereau (1825–1905)
- Georges Braque (1882–1963)
- Jules Breton
- Geneviève Brossard de Beaulieu (1770–1815)
- Étienne Buffet (1866–1948)

### C
- Louis-Nicolas Cabat (1812–1893)
- Gustave Caillebotte (1848–1894)
- Jacques Callot
- Robert Campin (1378–1445)
- Marcel Caron
- Jean-Baptiste Carpeaux
- Eugène Carrière (1849–1906)
- Albert-Ernest Carrier-Belleuse (1824–1887)
- Louis-Robert Carrier-Belleuse (1848–1913)
- Paul Cézanne (1839–1906)
- Paul Chabas
- Charles-Michel-Ange Challe (1718–1778)
- Jean-Baptiste de Champaigne (1631–1681)
- Philippe de Champaigne (1602–1674)
- Jean Chardin (1643–1713)
- Constance Marie Charpentier (1767–1849)
- Théodore Chassériau
- Jean Siméon Chardin (1699–1779)
- François Clouet (1515–1572)
- Jean Clouet (1480–1541)
- Théodore Chassériau (1819–1856)
- Antoine Chintreuil (1816–1873)
- Julie de Cistello (1860–1932)
- Léon Cogniet (1794–1880)
- Léon Comerre
- Fernand Cormon (1845–1924)
- Alphonse Colas (1818–1887)
- Nicolas Colombel (1646–1717)
- Nicolas-Jacques Conté
- Pierre Cornu
- Jean-Baptiste Camille Corot (1796–1875)
- Edouard Cortes
- Pierre Auguste Cot (1837–1883)
- Charles Cottet (1863–1925)
- Amédée Courbet (1827–1885)
- Gustave Courbet (1819–1877)
- Jean Cousin L'Ancien (1500–ca. 1593)
- Jean Cousin le Jeune (ca. 1522–1595)
- Thomas Couture (1815–1879)

### D
- Charles-François Daubigny (1817–1878)
- Alexandre-Gabriel Decamps (1803–1860)
- Edgar Degas (1834–1917)
- Honoré Daumier
- Adrien Dauzats (1804–1868)
- Jacques-Louis David (1748–1825)
- Johan Stephan Decker (1784–1844)
- Jean-Baptiste-Henri Deshays (1729–1765)
- Eugène Delacroix (1798–1863)
- Paul Delaroche (1797–1856)
- Jules-Élie Delaunay (1828–1891)
- Robert Delaunay
- Louis Delfau
- Gabriel Deluc
- Georges Demanche (1870–1941)
- Maurice Denis (1870–1943)
- Auguste Denis-Brunaud (1903–1985)
- André Derain
- Édouard Detaille (1848–1912)
- Étienne Dinet (1861–1929)
- Narcisse Virgilio Díaz (1807–1876)
- Guus van Dongen (1878–1946)
- Georges Dufrénoy (1870–1943)
- Jean Dubuffet
- Marcel Duchamp
- Raoul Dufy
- Jean Dupuy (1925–?)
- Joseph-Siffred Duplessis (1725–1802)
- Jules Dupré (1811–1899)

### E
- Charles Eschard (1748–1810)
- François-Émile Ehrmann (1833–1910)
- Bracha L. Ettinger (1948–?)
- Hubert-Denis Etcheverry (1867–1950)

### F
- Henri Fantin-Latour
- Jean Fernand (1948-)
- Charles Filiger (1863–1928)
- Camille Flers (1802–1868)
- Émile Friant (1863–1932)
- Maurice Fongueuse (1888-1963)
- Lucien Fontanarosa (1912–1975)
- Jean Fouquet (1425–1481)
- Jean-Honoré Fragonard (1732–1806)
- Charles-Théodore Frère (1814–1886)
- Pierre Édouard Frère (1819–1886)
- Isaac Frenkel Frenel
- Roger de La Fresnaye (1885–1925)
- Othon Friesz (1879–1949)
- Eugène Fromentin (1820–1876)

### G
- Paul Gauguin (1848–1903)
- François Gérard (1770–1837)
- Théodore Géricault (1791–1824)
- Jean-Léon Gérôme (1824–1904)
- René Gillotin (1814–1861)
- Françoise Gilot
- Anne-Louis Girodet-Trioson
- Georges Gimel (1898–1962)
- Jean-Baptiste Greuze (1725–1805)
- Antoine-Jean Gros (1771–1835)
- Patrick Guallino (1943–?)
- Guillaumin (1841–1927)
- Alvaro Guillot (1931–2010)
- Alain Godon (1964)

### H
- Fulchran-Jean Harriet (1778–1805)
- Paul César Helleu
- Auguste Herbin
- Valentine Hugo (1887-1968)

### I
- Henri-Gabriel Ibels
- Dominique Ingres (1780–1867)

### J
- Étienne Jeaurat (1699–1789)
- Christian Jequel
- Jean Jouvenet (1644–1717)
- Johfra

### K
- Wassily Kandinsky
- Yves Klein
- František Kupka

### L
- Pierre Laffillé (1938–2011)
- Charles de La Fosse (1636–1716)
- Antonio de La Gandara
- Henri-Martin Lamotte (1899–1967)
- Langlois de Sézanne (1757–1845)
- Espérance Langlois (1805–1864)
- Eugène Langlois
- Eustache-Hyacinthe Langlois (1777–1837)
- Jean-Charles Langlois (1789–1870)
- Polyclès Langlois (1813–1872)
- Théophile Langlois de Chèvreville (1803–1845)
- Nicolas de Largillière
- Gaston La Touche (1854–1913)
- Louis Latouche (1829–1883)
- Georges de La Tour (1593–1652)
- Maurice-Quentin de La Tour (1704–1788)
- Jules Laurens (1825–1901)
- Jean-Paul Laurens (1838–1921)
- Andrée Lavieille (1887–1960)
- Eugène Lavieille (1820–1889)
- Marie Adrien Lavieille (1852–1911)
- Charles Le Brun (1619–1690)
- Claude Lefebvre (1633–1675)
- Jules Joseph Lefebvre
- Fernand Léger (1881–1955)
- Marie-Victoire Lemoine (1754-1820)
- Le Nain gebroeders (ca. 1599–1677)
- Louis Le Nain (1593–1648)
- Charles-Amable Lenoir (1860–1926)
- Les Nabis (eind 19e eeuw)
- Pierre Le Tellier (1614–1702)
- Eustache Lesueur (1617–1655)
- Louis Levacher (1934–1983)
- Jacques Linard (1597–1645)
- Louis Michel van Loo (1707–1771)
- Louis Anselme Longa (1809–1869)
- Claude Lorrain

### M
- Richard Maguet (1896–1940)
- Jacques Majorelle (1886–1962)
- Aristide Maillol (1861–1944)
- Édouard Manet (1832–1883)
- Eugène Manet (1833-1892)
- Prosper Marilhat (1811–1847)
- Albert Marquet
- Henri Matisse (1869–1954)
- Henri Mauduit (1917–2007)
- Charles Mengin
- Luc-Olivier Merson (1846–1920)
- Pierre Mignard (1612–1695)
- Ksenia Milicevic (1942–?)
- Jean-François Millet (1814–1875)
- Louise Moillon (ca. 1609 - 1696)
- Claude Monet (1840–1926)
- Nicolas-André Monsiau (1754–1837)
- Berthe Morisot (1841–1895)
- Gustave Moreau (1826–1898)
- Georges Moreau de Tours (1848–1901)
- Aimé Morot (1850–1913)
- Henri-Paul Motte (1846–1922)

### N
- Alphonse-Marie-Adolphe de Neuville (1836–1885)
- Jean Nicolle (1610–ca. 1650)
- Louis Nallard (1918–2016)
- Louis Nattero (1870–1915)
- Jean-Marc Nattier
- Aurélie Nemours

### O
- Georges Oudot (1928–2004)
- Jean-Baptiste Oudry (1686–1755)

### P
- Gen Paul (1895–1975)
- Fernand Pelez (1843–1913)
- Jacques Pellegrin (1944–?)
- José Pereira Rodriguez (1940–?)
- Antoine Pesne (1683–1757)
- Edmond Marie Petitjean (1844–1925)
- Hippolyte Petitjean (1854–1929)
- Alexis Peyrotte (1699–1769)
- Francis Picabia (1879–1953)
- François-Édouard Picot (1786–1868)
- Henri-Pierre Picou (1824–1895)
- Henri Pinta (1856–1944)
- Camille Pissarro (1830–1903)
- Nicolas Poussin (1594–1665)
- Valentine Prax (1897–1981)
- Paul Preyat (1892–1968)
- Léon Printemps (1871–1945)
- Pierre Puvis de Chavannes (1824–1898)

### Q
- Enguerrand Quarton (15e eeuw)
- Paul Quinsac (1858–1929)

### R
- Pierre Rambaud
- Édouard Ravel-de-Malval
- Odilon Redon
- Yves Regaldi (1956–?)
- Jean-Baptiste Regnault (1754–1829)
- Auguste Renoir (1841–1919)
- Eustache Restout (1655–1743)
- Jacques Restout (1650–1701)
- Marc Restout (1616–1684)
- Thomas Restout (1671–1754)
- Philippe Richard (1962)
- Hyacinthe Rigaud
- Maurice Rocher (1918–1995)
- Édouard Rosset-Granger (1853–1934)
- Georges Rouault (1871–1958)
- Henri Rousseau (1844–1910)
- Théodore Rousseau (1812–1867)
- Henri Royer (1869–1938)
- Jean Rustin

### S
- Niki de Saint Phalle
- Louise-Joséphine Sarazin de Belmont (1790–1870)
- Ary Scheffer
- Jean-Jacques Scherrer (1855–1916)
- René Schützenberger (1860–1916)
- Jean Seignemartin (1848–1875)
- Alexandre Séon
- Paul Sérusier
- Georges Seurat (1859–1891)
- Ibrahim Shahda (1929–1991)
- Paul Signac (1863–1935)
- Alfred Sisley
- Chaïm Soutine
- Nicolas de Staël
- Jacques Stella (1596–1657)
- Tancrède Synave (1870–1936)
- Théodore Stravinsky

### T
- Nicolas François Octave Tassaert (1800–1874)
- Yves Tanguy
- Louis Tocqué
- Henri de Toulouse-Lautrec (1864–1901)
- Georges William Thornley (1857–1935)
- Clovis Trouille
- Constant Troyon (1810–1865)

### V
- Paul Vayson (1842–1911)
- Félix Vallotton
- Victor Vasarely
- Claude Joseph Vernet (1714–1789)
- Élisabeth Vigée-Lebrun (1755–1842)
- Jean-Marie Villard (1828–1899)
- Jacques Villon
- Maurice de Vlaminck
- Nicolas Vleughels (1668–1737)
- Simon Vouet (1590–1649)
- Édouard Vuillard (1868–1940)

### W
- Antoine Watteau (1684–1721)
- François Willi Wendt (1909–1970)
- Pierre-André De Wisches (1909–1997)

### Z
- Achille Zo (1826–1901)

## Op eeuw

### 15e eeuw
- Robert Campin (1378–1445)
- Jean Fouquet (1425–1481)

### 16e eeuw
- Jean Clouet (1480–1541)
- Corneille de Lyon (1500–1575)
- Jean Cousin l'Ancien (1500–ca. 1593)
- François Clouet (1515–1572)
- Jean Cousin le Jeune (ca. 1522–1595)

### 17e eeuw
- Simon Vouet (1590–1649)
- Louis Le Nain (1593–1648)
- Nicolas Poussin (1594–1665)
- Jacques Stella (1596–1657)
- Jacques Linard (1597–1645)
- Sebastian Stoskopff (1597–1657)
- Le Nain gebroeders (ca. 1599–1677)
- Philippe de Champaigne (1602–1674)
- Louise Moillon (ca. 1609 - 1696)
- Jean Nicolle (1610–ca. 1650)
- Pierre Mignard (1612–1695)
- Daniel Hallé (1614–1675)
- Pierre Le Tellier (1614–1702)
- Marc Restout (1616–1684)
- Eustache Lesueur (1617–1655)
- Charles Le Brun (1619–1690)
- Jean-Baptiste de Champaigne (1631–1681)
- Jean Chardin (1643–1713)
- Jean Jouvenet (1644–1717)
- François de Troy (1645–1730)
- Nicolas Colombel (1646–1717)
- Jacques Restout (1650–1701)
- Claude Guy Hallé (1652–1736)
- Eustache Restout (1655–1743)
- Louis de Boullogne (1657–1733)

### 18e eeuw
- Nicolas Bertin (1667–1736)
- Thomas Restout (1671–1754)
- Antoine Watteau (1684–1721)
- Jean-Baptiste Oudry (1686–1755)
- Jean Siméon Chardin (1699–1779)
- Étienne Jeaurat (1699–1789)
- Joseph Aved (1702–1766)
- François Boucher (1703–1770)
- Maurice-Quentin de La Tour (1704–1788)
- Louis Michel van Loo (1707–1771)
- Noël Hallé (1711–1781)
- Joseph Siffred Duplessis (1725–1802)
- Jean-Baptiste Greuze (1725–1805)
- Michel-Bruno Bellengé (1726–1793)
- Jean-Baptiste-Henri Deshays (1729–1765)
- Jean-Honoré Fragonard (1732–1806)
- Jean Bardin (1732–1809)
- Jacques-Louis David (1748–1825)
- Charles Eschard (1748–1810)
- Jean-Baptiste Regnault (1754–1829)
- Élisabeth Vigée-Lebrun (1755–1842)

### 19e eeuw
- Thomas Henry (1766–1836)
- Dominique Ingres (1780–1867)
- Johan Stephan Decker (1784–1844)
- Théodore Géricault (1791–1824)

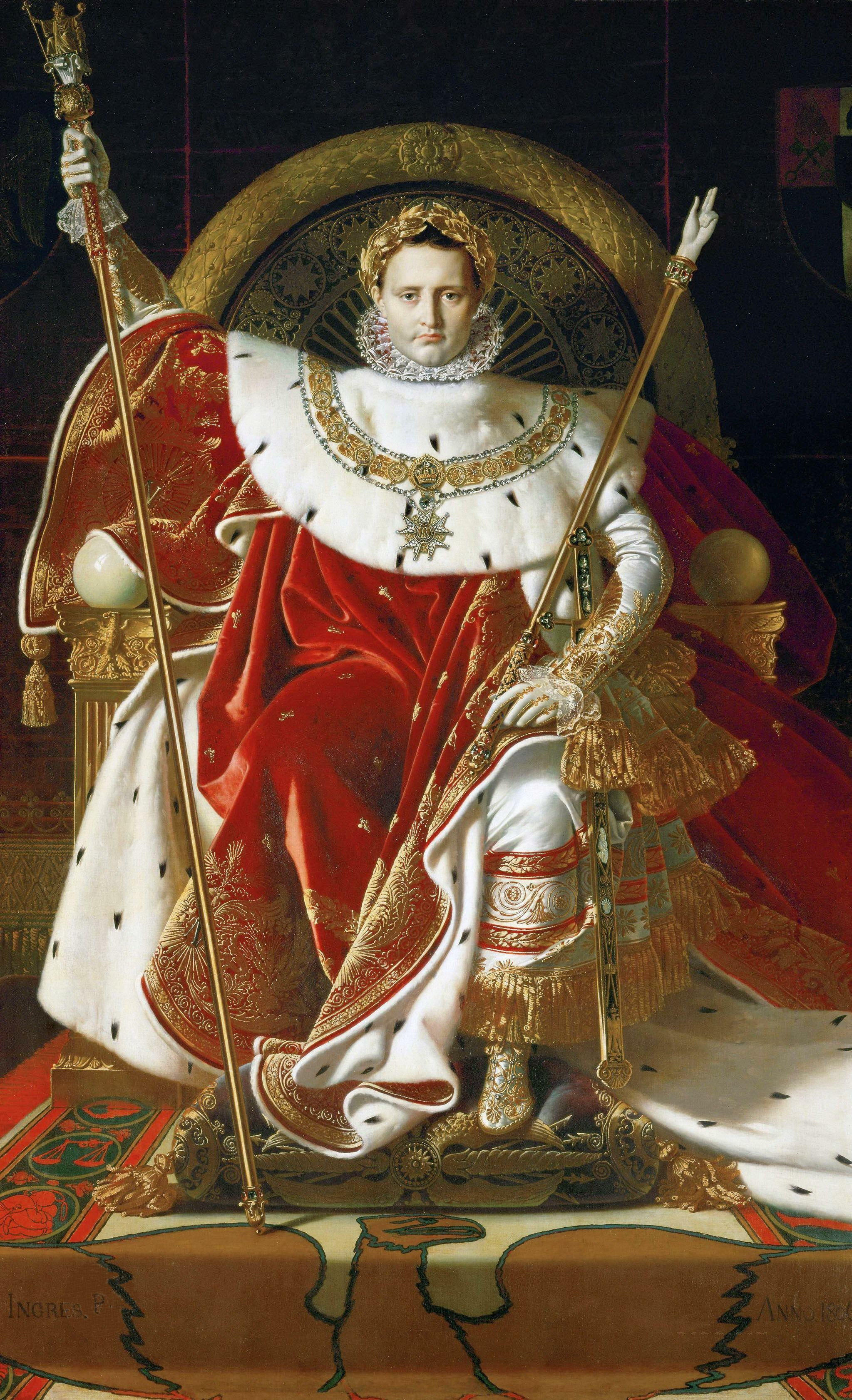
Dominique Ingres, Napoleon I on his Imperial Throne (1806)

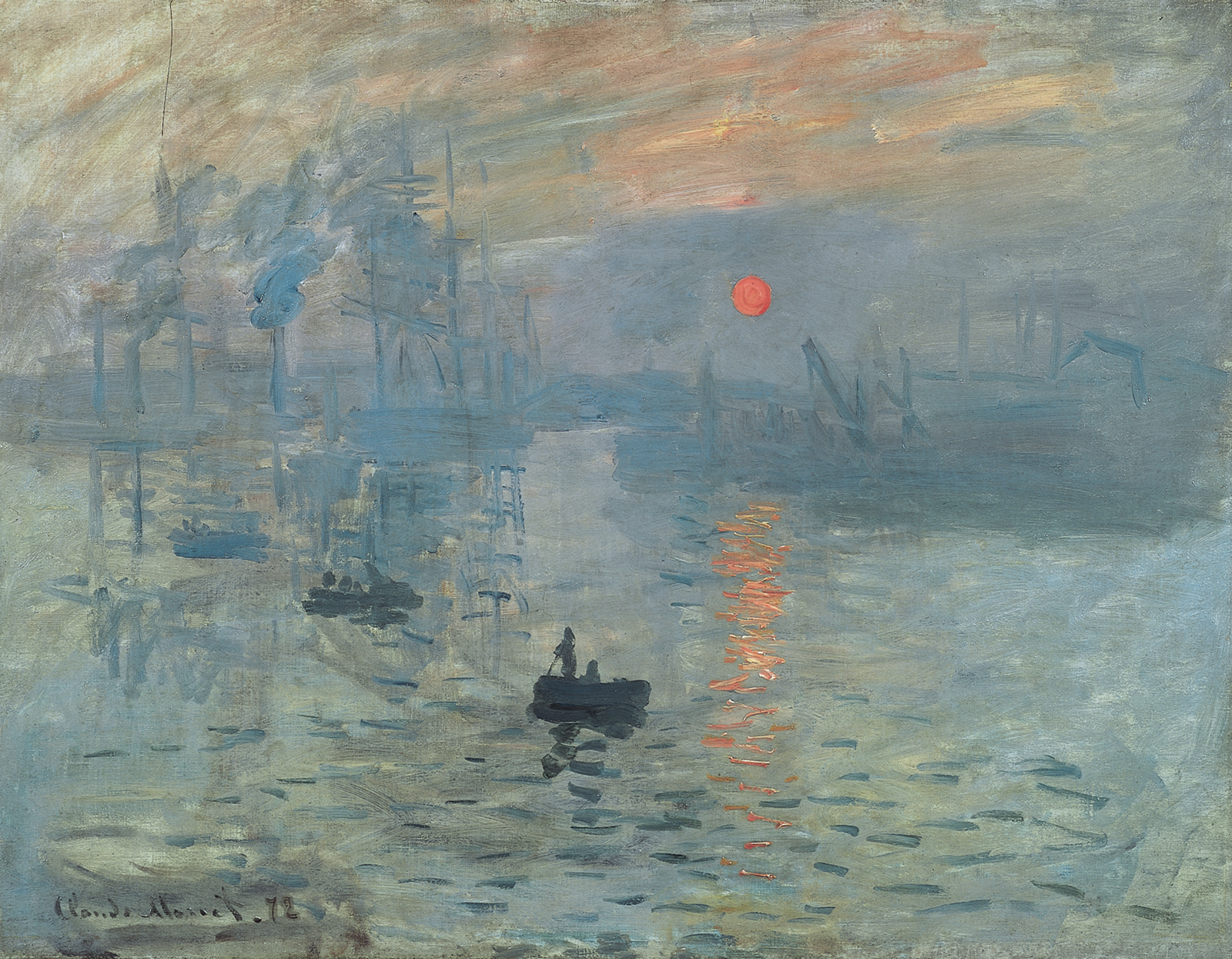
Claude Monet, Impression, Sunrise (1872)

- Jean-Baptiste Louis Gros (1793–1870)
- Jean-Baptiste Camille Corot (1796–1875)
- Eugène Delacroix (1798–1863)
- Alexandre-Gabriel Decamps (1803–1860)
- Théophile Langlois de Chèvreville (1803–1845)
- Narcisse Virgilio Díaz (1807–1876)
- Théodore Rousseau (1812–1867)
- Jean-François Millet (1814–1875)
- Charles-François Daubigny (1817–1878)
- Théodore Chassériau (1819–1856)
- Gustave Courbet (1819–1877)
- Henri-Pierre Picou (1824–1895)
- Eugène Boudin (1824–1898)
- Pierre Puvis de Chavannes (1824–1898)
- William Bouguereau (1825–1905)
- Gustave Moreau (1826–1898)
- Jules-Élie Delaunay (1828–1891)
- Jules Jacques Veyrassat (1828–1893)
- Camille Pissarro (1830–1903)
- Édouard Manet (1832–1883)
- Edgar Degas (1834–1917)
- Jean-Paul Laurens (1838–1921)
- Paul Cézanne (1839–1906)
- Claude Monet (1840–1926)
- Auguste Renoir (1841–1919)
- Frédéric Bazille (1841–1870)
- Berthe Morisot (1841–1895)
- Armand Guillaumin (1841–1927)
- Henri Rousseau (1844–1910)
- Edmond Marie Petitjean (1844–1925)
- Gustave Caillebotte (1848–1894)
- Georges Moreau de Tours (1848–1901)
- Paul Gauguin (1848–1903)
- Luc-Olivier Merson (1846–1920)
- Aimé Morot (1850–1913)
- Charles Angrand (1854–1926)
- Hippolyte Petitjean (1854–1929)
- Henri Pinta (1856–1944)
- Georges Seurat (1859–1891)
- Charles-Amable Lenoir (1860–1926)
- Henri de Toulouse-Lautrec (1864–1901)
- Achille Zo (1826–1901)

### 20e eeuw
- Aristide Maillol (1861–1944)
- Paul Signac (1863–1935)
- Pierre Bonnard (1867–1947)
- Édouard Vuillard (1868–1940)
- Henri Royer (1869–1938)
- Henri Matisse (1869–1954)
- Tancrède Synave (1870–1936)
- Maurice Denis (1870–1943)
- Georges Dufrénoy (1870–1943)
- Georges Rouault (1871–1958)
- Léon Printemps (1871–1945)
- Fernand Léger (1881–1955)
- Eugène Lavieille (1882–1889)
- Georges Braque (1882–1963)
- Jacques Barcat (1877-1955)
- Jacques Majorelle (1886–1962)
- Valentine Hugo (1887-1968)
- Richard Maguet (1896–1940)
- Jean Cocteau (1899–1963)
- Jean Dubuffet (1901–1985)
- Jean Bazaine (1904–2001)
- Henri Cadiou (1906–1989)
- François Willi Wendt (1909–1970)
- Pierre-André De Wisches (1909–1997)
- Gerard Locardi (1915–1998)
- Maurice Boitel (1919–2007)
- Arcabas (1926–2018)
- Georges Oudot (1928–2004)
- Alvaro Guillot (1931–?)
- Jean Fernand (1948-)
- Jacques Pellegrin (1944–?)
- Bracha L. Ettinger (1948–?)